# デジタル放送推進協会
一般社団法人デジタル放送推進協会（デジタルほうそうすいしんきょうかい、英文：The Association for Promotion of Digital Broadcasting、略称：Dpa（ディーピーエーと呼称する） 以下、「新Dpa」とする）とは、かつて存在した社団法人である。2007年（平成19年）4月1日に旧地上デジタル放送推進協会（略称：D-pa 以下、「旧D-pa」とする）と旧BSデジタル放送推進協会（略称：BPA）を統合し、地上波・衛星波によるデジタルテレビジョン放送の普及促進とNTSC方式によるアナログテレビジョン放送終了の周知徹底を主な目的として活動していた団体であった。

## 概要
日本におけるデジタルテレビジョン放送はCS放送が一足早く1998年（平成10年）にアナログからの移行を完了したのに続いて、2000年（平成12年）12月1日にBS系衛星放送でそのちょうど3年後に地上波放送でそれぞれ始められた。このように衛星波と地上波とで開始時期が異なっていたため、普及活動にあたる団体も波別に設立された。さらに、地上波では全都道府県で放送を始めるまでになお3年の月日を要した。このため、旧D-paの下部組織として各放送エリアごとに32の地域地上デジタル放送推進協会が設立されそれぞれの地域で活動していた。（→地上デジタル放送推進大使を参照）
2006年（平成18年）12月1日、全都道府県で地上デジタルテレビジョン放送が開始されたことから、後の活動はデジタル放送の開始告知からアナログ放送の終了告知へと移る。そのため、これを円滑に進める目的で両団体の間で組織統合の話が進められた。そして2007年（平成19年）2月13日に両者の間で合意に達し、旧D-paとBPAを解散した上で新たに新Dpaを設立して両者の事業を引き継ぐことが決められ同年4月1日に発足した。
なお、BPAについては今後も「法律概念上」でのみ存続することになっている。これは、各種エンジニアリングサービスの委託放送（現・衛星基幹放送）業務に関する認定維持の必要があるため。また、地域地上デジタル放送推進協会については今後は新Dpaの傘下に置かれることとなっている。
2016年（平成28年）2月26日の臨時総会で次世代放送推進フォーラム(NexTV-F)との合併が承認され、4月1日からは一般社団法人の「放送サービス高度化推進協会」(A-PAB)が発足した。

## 衛星によるセーフティネット
新Dpaはデジタル放送推進の統括団体としての位置付けがあることから、2011年（平成23年）7月24日を刻限とするアナログ放送完全終了後も尚デジタル放送を視聴できない世帯を救済するため、2015年（平成27年）3月31日を期限として、衛星波を利用した対策事業を実施していた。

## エンジニアリングサービス
衛星基幹放送事業者として、BS15chの2スロットを使用してテレビ受像機・DVDレコーダーやブルーレイレコーダーのソフトウェアのアップデートを配信するエンジニアリングサービスを行っている。